# Aleksandr Tolusj
Aleksandr Kazimirovitj Tolusj (ryska: Александр Казимирович Толуш), född den 1 maj (enligt n.s.) 1910 i Sankt Petersburg i Kejsardömet Ryssland, död den 3 mars 1969 i Leningrad i Ryska SFSR i Sovjetunionen (nu Sankt Petersburg i Ryssland), var en sovjetisk schackspelare. 
Han vann Leningrads stadsmästerskap 1937 (i lag), 1938, 1946 och 1947 (i lag). Han deltog i Sovjetunionens schackmästerskap tio gånger och som bäst kom han tvåa i turneringen 1950. År 1954 kom han fyra. 